# Saint-Saturnin-lès-Avignon
Pour les articles homonymes, voir Saint-Saturnin et Avignon (homonymie).
Saint-Saturnin-lès-Avignon est une commune française, située dans le département de Vaucluse en région Provence-Alpes-Côte d'Azur. Elle fait partie du Grand Avignon.

## Géographie
Le bourg est situé à environ 10 km à l'est d'Avignon, au pied de la colline du Puy, la deuxième plus haute élévation de la commune. C'est une commune de faible taille dont la zone urbaine couvre la majorité de l'ouest du territoire, la partie est étant plutôt à vocation agricole.

### Accès
Le village est au croisement de la route départementale 6 qui va de Sorgues au nord, à Caumont-sur-Durance au sud, et de la route départementale 28 qui va d'Avignon à l'ouest, à Carpentras à l'est.
La gare de Saint-Saturnin-d'Avignon dessert la commune.

### Communes limitrophes
| Vedène               | Entraigues-sur-la-Sorgue            | Pernes-les-Fontaines |
| Vedène               | Saint-Saturnin-lès-Avignon          | Velleron             |
| Morières-lès-Avignon | Jonquerettes Châteauneuf-de-Gadagne | Le Thor              |

### Relief et géologie
La commune est relativement plate avec toutefois une ou deux petites collines au nord-ouest (là où se trouve le point le plus haut) et au sud-ouest du bourg.
La commune est majoritairement constituée d'une plaine alluviale récente. Les collines, quant à elles, sont constituées de calcaire urgonien.

### Sismicité
Les cantons de Bonnieux, Apt, Cadenet, Cavaillon, et Pertuis sont classés en zone Ib (risque faible). Tous les autres cantons du département de Vaucluse sont classés en zone Ia (risque très faible). Ce zonage correspond à une sismicité ne se traduisant qu'exceptionnellement par la destruction de bâtiments.

### Hydrographie
La commune est arrosée par plusieurs bras de la Sorgue.

### Climat
Pour des articles plus généraux, voir Climat de Provence-Alpes-Côte d'Azur et Climat de Vaucluse.
En 2010, le climat de la commune est de type climat méditerranéen franc, selon une étude du Centre national de la recherche scientifique s'appuyant sur une série de données couvrant la période 1971-2000. En 2020, Météo-France publie une typologie des climats de la France métropolitaine dans laquelle la commune est exposée à un climat méditerranéen et est dans la région climatique  Provence, Languedoc-Roussillon, caractérisée par une pluviométrie faible en été, un très bon ensoleillement (2 600 h/an), un été chaud (21,5 °C), un air très sec en été, sec en toutes saisons, des vents forts (fréquence de 40 à 50 % de vents > 5 m/s) et peu de brouillards. 
Pour la période 1971-2000, la température annuelle moyenne est de 14 °C, avec une amplitude thermique annuelle de 17,7 °C. Le cumul annuel moyen de précipitations est de 681 mm, avec 5,7 jours de précipitations en janvier et 2,5 jours en juillet. Pour la période 1991-2020, la température moyenne annuelle observée sur la station météorologique de Météo-France la plus proche, « Avignon », sur la commune d'Avignon à 10 km à vol d'oiseau, est de 15,0 °C et le cumul annuel moyen de précipitations est de 648,8 mm. 
La température maximale relevée sur cette station est de 42,8 °C, atteinte le 28 juin 2019 ; la température minimale est de −9,9 °C, atteinte le 2 mars 2005,,. 
Les paramètres climatiques de la commune ont été estimés pour le milieu du siècle (2041-2070) selon différents scénarios d'émission de gaz à effet de serre à partir des nouvelles projections climatiques de référence DRIAS-2020. Ils sont consultables sur un site dédié publié par Météo-France en novembre 2022.

#### Relevés météorologiques
| Mois                              | jan. | fév. | mars | avril | mai  | juin | jui. | août | sep. | oct. | nov. | déc. | année |
| --------------------------------- | ---- | ---- | ---- | ----- | ---- | ---- | ---- | ---- | ---- | ---- | ---- | ---- | ----- |
| Température minimale moyenne (°C) | 2    | 3    | 6    | 8     | 12   | 15   | 18   | 18   | 14   | 11   | 6    | 3    | 9,6   |
| Température moyenne (°C)          | 6    | 7,5  | 11   | 13    | 17,5 | 21   | 24   | 24   | 19,5 | 15,5 | 8,5  | 7,5  | 14,7  |
| Température maximale moyenne (°C) | 10   | 12   | 16   | 18    | 23   | 27   | 30   | 30   | 25   | 20   | 13   | 10   | 19,75 |
| dont pluie (mm)                   | 36,5 | 23,3 | 24,9 | 47,5  | 45,6 | 25,4 | 20,9 | 29,1 | 65,8 | 59,6 | 52,8 | 34   | 465,4 |

Selon Météo-France, le nombre par an de jours de pluies supérieures à 2,5 litres par mètre carré est de 45 et la quantité d'eau, pluie et neige confondues, est de 660 litres par mètre carré. Les températures moyennes oscillent entre 0 et 30 °C selon la saison. Le record de température depuis l'existence de la station de l'INRA est de 40,5 °C lors de la canicule européenne de 2003 le 5 août (et 39,8 °C le 18 août 2009) et −12,8 °C le 5 janvier 1985. Les relevés météorologiques ont lieu à l'Agroparc d'Avignon.

#### Le mistral
Le vent principal est le mistral, dont la vitesse peut aller au-delà des 110 km/h. Il souffle entre 120 et 160 jours par an, avec une vitesse de 90 km/h par rafale en moyenne. Le tableau suivant indique les différentes vitesses du mistral enregistrées par les stations d'Orange et Carpentras-Serres dans le sud de la vallée du Rhône et sa fréquence au cours de l'année 2006. La normale correspond à la moyenne des 53 dernières années pour les relevés météorologiques d'Orange et à celle des 42 dernières pour Carpentras.
Légende : « = » : idem à la normale ; « + » : supérieur à la normale ; « - » : inférieur à la normale.
|                                                      | Jan.    | Fév.    | Mars     | Avril   | Mai     | Juin     | Juil.   | Août    | Sept.   | Oct.    | Nov.    | Déc.     |
| Vitesse maximale relevée sur le mois                 | 96 km/h | 97 km/h | 112 km/h | 97 km/h | 94 km/h | 100 km/h | 90 km/h | 90 km/h | 90 km/h | 87 km/h | 91 km/h | 118 km/h |
| Tendance : jours avec une vitesse > 16 m/s (58 km/h) | --      | +++     | ---      | ++++    | ++++    | =        | =       | ++++    | +       | ---     | =       | ++       |

## Urbanisme

### Typologie
Au 1er janvier 2024, Saint-Saturnin-lès-Avignon est catégorisée ceinture urbaine, selon la nouvelle grille communale de densité à sept niveaux définie par l'Insee en 2022.
Elle appartient à l'unité urbaine d'Avignon, une agglomération inter-régionale regroupant 59  communes, dont elle est une commune de la banlieue,,. Par ailleurs la commune fait partie de l'aire d'attraction d'Avignon, dont elle est une commune de la couronne,. Cette aire, qui regroupe 48 communes, est catégorisée dans les aires de 200 000 à moins de 700 000 habitants,.

### Occupation des sols
L'occupation des sols de la commune, telle qu'elle ressort de la base de données européenne d’occupation biophysique des sols Corine Land Cover (CLC), est marquée par l'importance des territoires agricoles (61,5 % en 2018), en diminution par rapport à 1990 (69,1 %). La répartition détaillée en 2018 est la suivante : 
zones agricoles hétérogènes (54 %), zones urbanisées (38,5 %), cultures permanentes (7,5 %). L'évolution de l’occupation des sols de la commune et de ses infrastructures peut être observée sur les différentes représentations cartographiques du territoire : la carte de Cassini (XVIIIe siècle), la carte d'état-major (1820-1866) et les cartes ou photos aériennes de l'IGN pour la période actuelle (1950 à aujourd'hui).

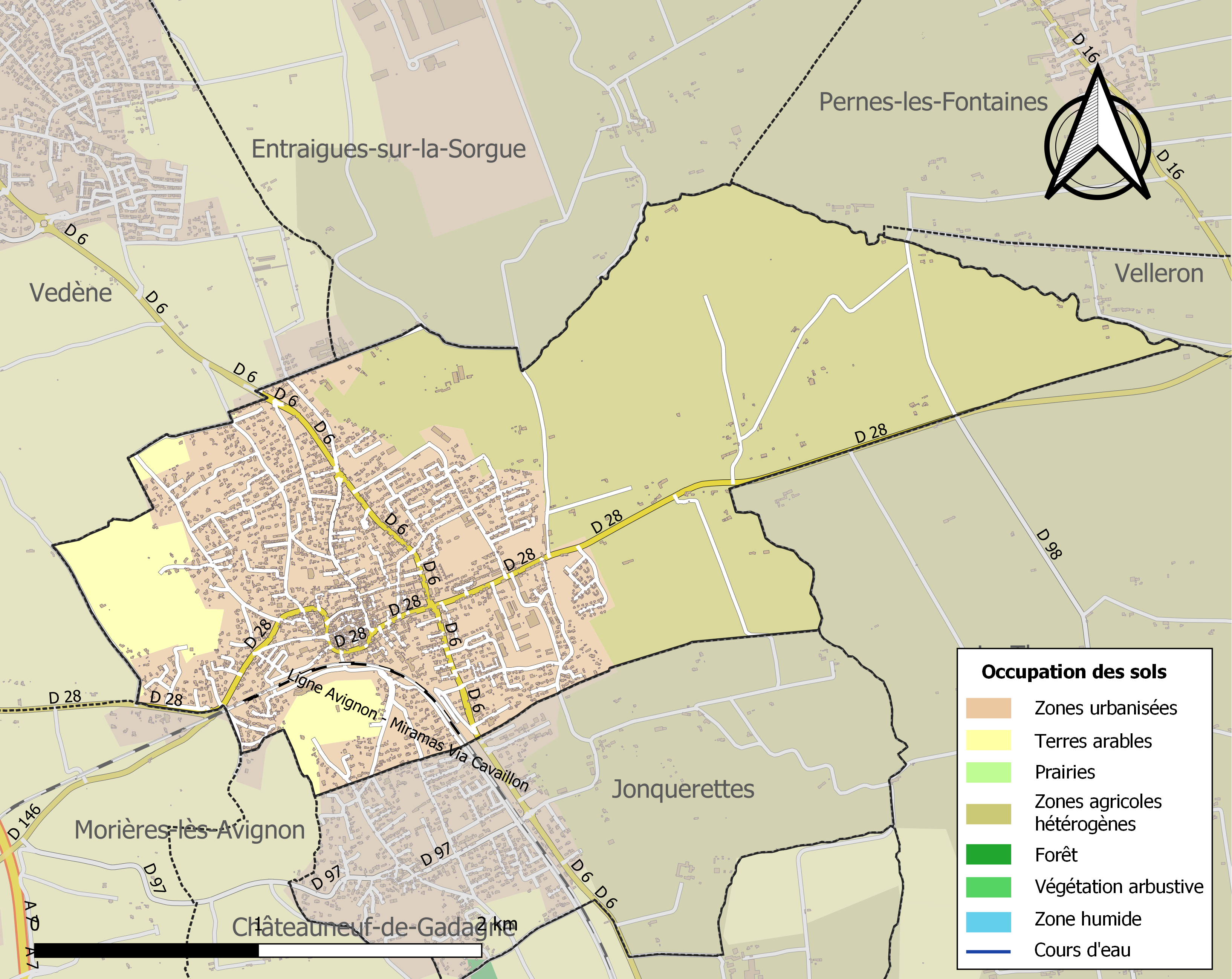
Carte des infrastructures et de l'occupation des sols de la commune en 2018 (CLC).

## Histoire

### Moyen Âge
La constitution du village se fit au cours du haut Moyen Âge autour de l'église placée sous l'invocation de saint Saturnin. Celle-ci est citée pour la première fois en 1008.
Ce fief fut celui de la famille Saint-Saturnin. Le premier seigneur connu est Guillaume de Saint-Saturnin qui signa avec ses pairs, en 1125, le traité de partage du marquisat de Provence et d'Avignon entre les maisons de Toulouse et de Barcelone. Il y eut d'autres coseigneurs avec les Amic, branche cadette de la maison de Sabran. Giraud Amic, vassal de Raymond VII de Toulouse, prêta hommage au pape, en 1274, entre les mains de Guillaume de Villaret, premier recteur du Comtat Venaissin. En 1325, son fils, Giraud Amic II, voulut vendre ses droits à Bertrand d'Albe. La Révérende Chambre Apostolique - le ministère des finances pontificales - fit valoir ses droits de préemptions et les récupéra pour la somme de 100 florins.
Les remparts, dont il ne reste plus que quelques pans intégrés dans les façades des maisons, furent construits au cours du XIVe siècle. Un document, daté de 1388, donne le nom des trois portes qui les ouvraient. Il y avait le portail d'Avignon, du Pont ou du Thor et celui de Jonquerettes. Elles ne sont cependant d’aucune utilité : le village est plusieurs fois occupé par des troupes de routiers dès 1383, et les habitants désertent le village. Il n’est repeuplé qu’après 1440.
En 1472, Charles de Saint-Saturnin signa un accord avec le Conseil de Ville d'Avignon concernant une maison destinée à être transformée en école.

### Période moderne
En 1535, les Saint-Saturnin cédèrent tous leurs droits sur ce fief à François Louis de Galléas qui possédait déjà la seigneurie de Châteauneuf-de-Gadagne.
En 1592, le village fut pris d'assaut et pillé par le baron des Adrets lors de son incursion dans les États pontificaux d'Avignon et du Comtat Venaissin.
Une confrérie de Pénitents blancs fut érigée dans la paroisse, en 1595, et placée sous le vocable de Notre-Dame de Pitié. Elle perdura jusqu'en 1650.
Le dernier seigneur du village, avant la Révolution fut Jean-Baptiste de Galléans, duc de Gadagne.
Le 12 août 1793 fut créé le département de Vaucluse, constitué des districts d'Avignon et de Carpentras, mais aussi de ceux d'Apt et d'Orange, qui appartenaient aux Bouches-du-Rhône, ainsi que du canton de Sault, qui appartenait aux Basses-Alpes.

### Période contemporaine

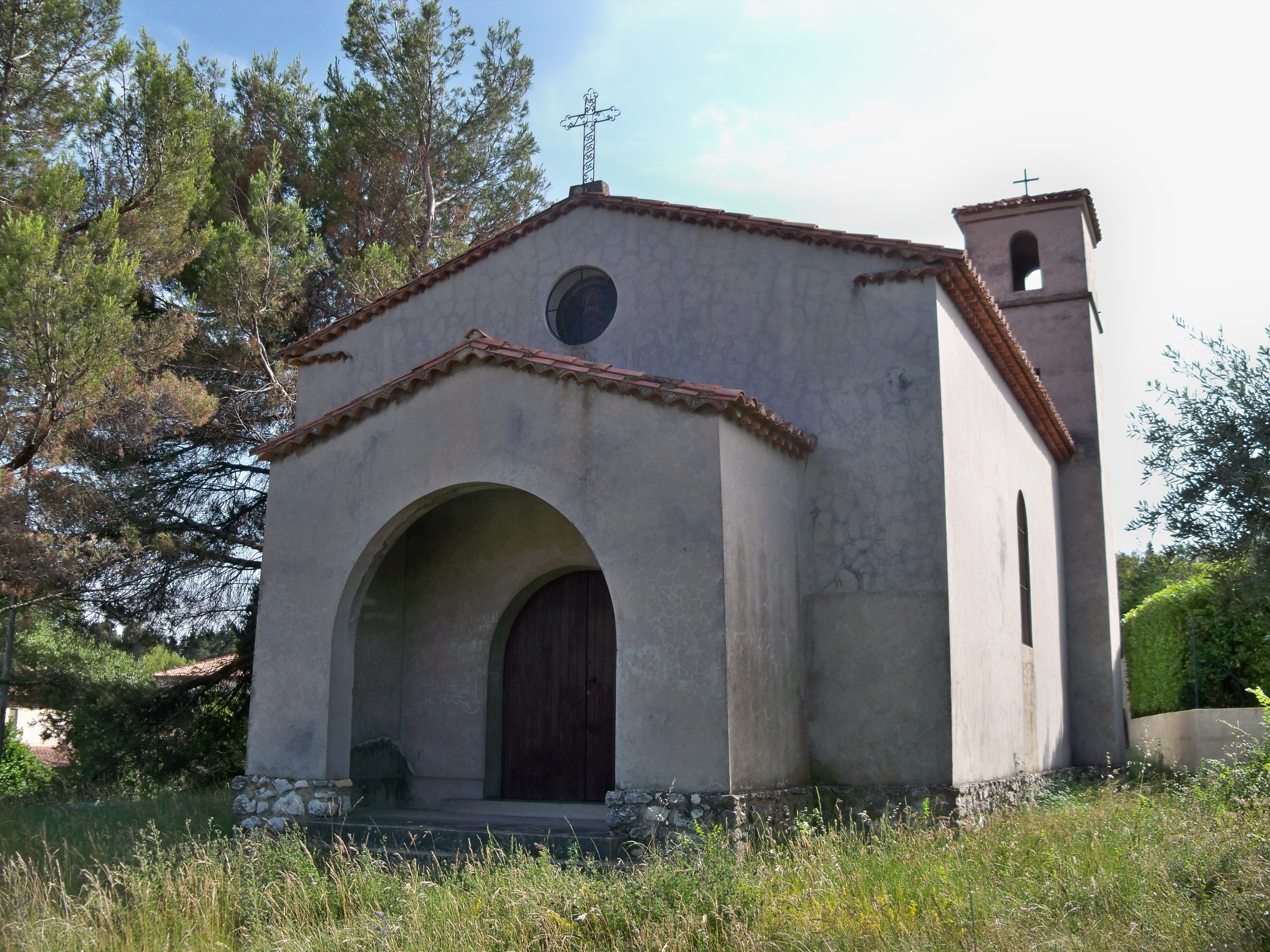
Chapelle du Vœu de Guerre.

Au cours du XIXe siècle, la garance fut cultivée sur les terres alluvionnaires de la commune.
En 1943, alors que d'énormes dépôts d'explosifs étaient entreposés sur le territoire de la commune voisine d'Entraigues, la municipalité fit le vœu de faire construire une chapelle votive si le village était épargné. L'explosion attendue n'ayant pas eu lieu, il fut donc édifié une chapelle dite du « Vœu de Guerre » en 1947. Elle est placée sous la protection de Notre-Dame du Sacré-Cœur.

### Héraldique
| Armes de Saint-Saturnin-lès-Avignon | Les armes peuvent se blasonner ainsi : D'azur à Saint Saturnin d'argent, tenant sa crosse et bénissant, posé sur une terrasse du même, accosté de deux étoiles d'or. |

## Politique et administration

### Liste des maires
| Période                                  | Période                   | Identité                   | Étiquette | Qualité                                                                                         |
| ---------------------------------------- | ------------------------- | -------------------------- | --------- | ----------------------------------------------------------------------------------------------- |
| 1816                                     | 1826                      | Joseph Antoine Fraisse     |           |                                                                                                 |
| Les données manquantes sont à compléter. |                           |                            |           |                                                                                                 |
| Maire en 1981                            | ?                         | Jean Deloume               | PCF       |                                                                                                 |
| mars 1983                                | mars 2008                 | Léopold Maigre             | DVD       | Commerçant Vice-président du Grand Avignon                                                      |
| mars 2008                                | mars 2014                 | Bernard Goudon (1950-2017) | DVD       | Retraité de l'enseignement (enseignant puis directeur d'école) Chevalier des Palmes académiques |
| mars 2014                                | mai 2020                  | Jean Favier                | SE        | Ingénieur des travaux publics retraité                                                          |
| mai 2020                                 | En cours (au 23 mai 2020) | Serge Malen                | SE        | Conducteur de travaux retraité 10e vice-président du Grand Avignon (2020 → )                    |
| Les données manquantes sont à compléter. |                           |                            |           |                                                                                                 |

### Jumelages
| Saint-Saturnin-lès-Avignon Melara |

La commune de Saint-Saturnin-lès-Avignon est jumelée à la commune de Melara, en  Italie, depuis 1993.

### Fiscalité
| Taxe                                                | Part communale | Part intercommunale | Part départementale | Part régionale |
| --------------------------------------------------- | -------------- | ------------------- | ------------------- | -------------- |
| Taxe d'habitation (TH)                              | 14,25 %        | 0,00 %              | 7,55 %              | 0,00 %         |
| Taxe foncière sur les propriétés bâties (TFPB)      | 25,85 %        | 0,00 %              | 10,20 %             | 2,36 %         |
| Taxe foncière sur les propriétés non bâties (TFPNB) | 80,56 %        | 0,00 %              | 28,96 %             | 8,85 %         |
| Taxe professionnelle (TP)                           | 00,00 %        | 24,56 %             | 13,00 %             | 3,84 %         |

La part régionale de la taxe d'habitation n'est pas applicable.

## Démographie
L'évolution du nombre d'habitants est connue à travers les recensements de la population effectués dans la commune depuis 1793. Pour les communes de moins de 10 000 habitants, une enquête de recensement portant sur toute la population est réalisée tous les cinq ans, les populations de référence des années intermédiaires étant quant à elles estimées par interpolation ou extrapolation. Pour la commune, le premier recensement exhaustif entrant dans le cadre du nouveau dispositif a été réalisé en 2006.

En 2022, la commune comptait 5 211 habitants, en évolution de +8,38 % par rapport à 2016 (Vaucluse : +1,73 %, France hors Mayotte : +2,11 %).
| 1793 | 1800 | 1806 | 1821  | 1831  | 1836  | 1841  | 1846  | 1851  |
| ---- | ---- | ---- | ----- | ----- | ----- | ----- | ----- | ----- |
| 825  | 798  | 818  | 1 086 | 1 373 | 1 517 | 1 640 | 1 802 | 1 978 |

| 1856  | 1861  | 1866  | 1872  | 1876  | 1881  | 1886  | 1891  | 1896  |
| ----- | ----- | ----- | ----- | ----- | ----- | ----- | ----- | ----- |
| 2 005 | 2 018 | 2 158 | 2 013 | 1 762 | 1 412 | 1 395 | 1 264 | 1 250 |

| 1901  | 1906  | 1911  | 1921  | 1926  | 1931  | 1936  | 1946  | 1954  |
| ----- | ----- | ----- | ----- | ----- | ----- | ----- | ----- | ----- |
| 1 190 | 1 261 | 1 303 | 1 273 | 1 270 | 1 315 | 1 323 | 1 356 | 1 354 |

| 1962  | 1968  | 1975  | 1982  | 1990  | 1999  | 2006  | 2011  | 2016  |
| ----- | ----- | ----- | ----- | ----- | ----- | ----- | ----- | ----- |
| 1 511 | 1 828 | 2 223 | 2 664 | 2 941 | 3 835 | 4 550 | 4 820 | 4 808 |

| 2021  | 2022  | - | - | - | - | - | - | - |
| ----- | ----- | - | - | - | - | - | - | - |
| 5 119 | 5 211 | - | - | - | - | - | - | - |

## Économie

### Revenus de la population et fiscalité
En 2010, le revenu fiscal médian par ménage était de 35 522 €, ce qui plaçait Saint-Saturnin-lès-Avignon au 5 980e rang parmi les 31 525 communes de plus de 39 ménages en métropole.

### Tourisme
Située dans la plaine du Comtat Venaissin, avec sa situation à proximité d'Avignon et de son riche patrimoine, de Carpentras et du mont Ventoux, avec la présence de la Sorgue, la commune voit le tourisme occuper directement ou indirectement une place non négligeable de son économie.
La commune dispose d'un village vacances.

### Agriculture

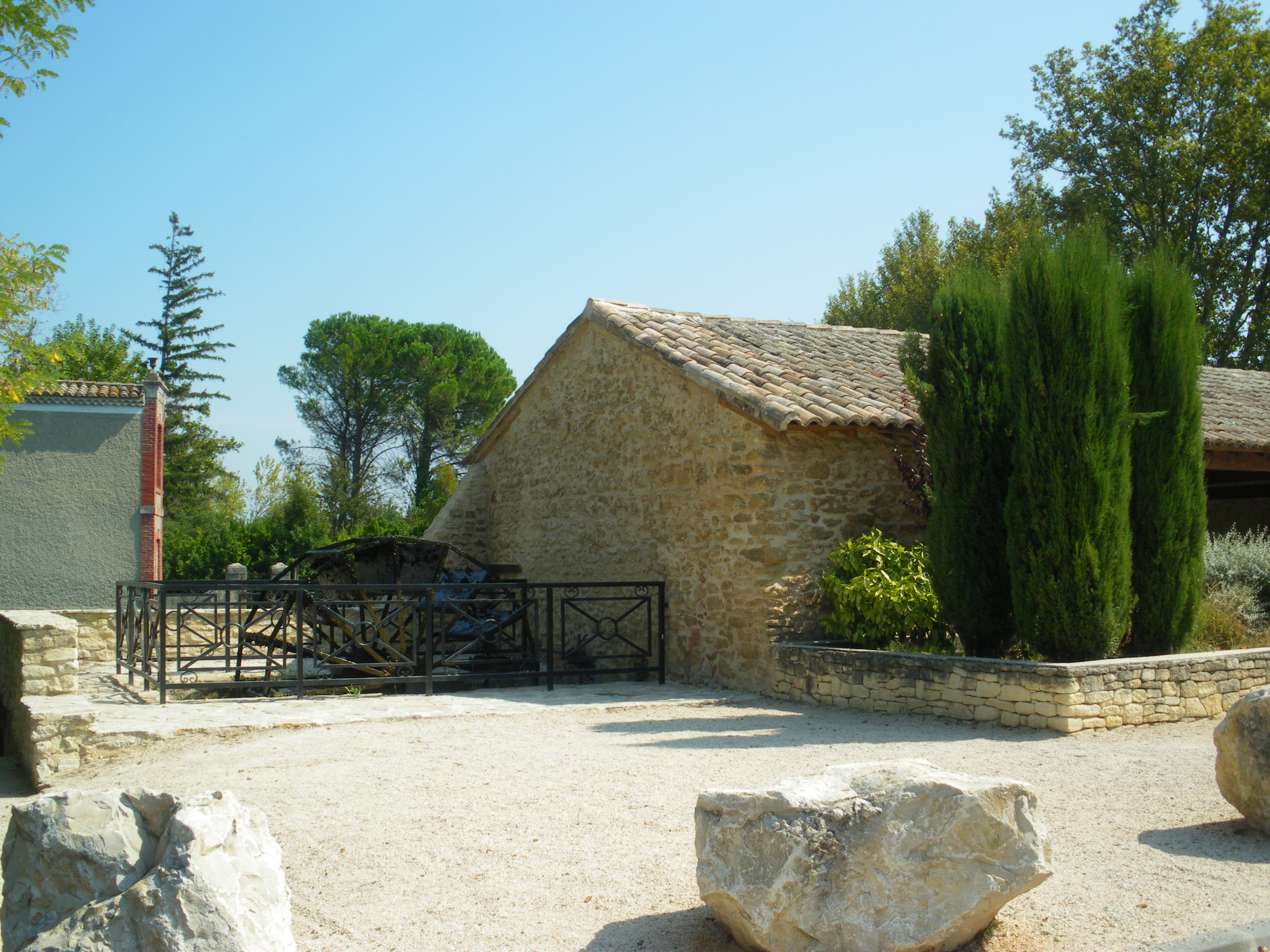
Roue hydraulique sur le canal d'irrigation.

Vergers et vignes, principalement à l'est de la commune.

## Culture et patrimoine

### Culture
Le village organise chaque année un week-end consacré à la bande dessinée depuis 2009, en février.
La fête votive se déroule chaque année début juillet.
La journée des associations a lieu en septembre.

### Patrimoine civil

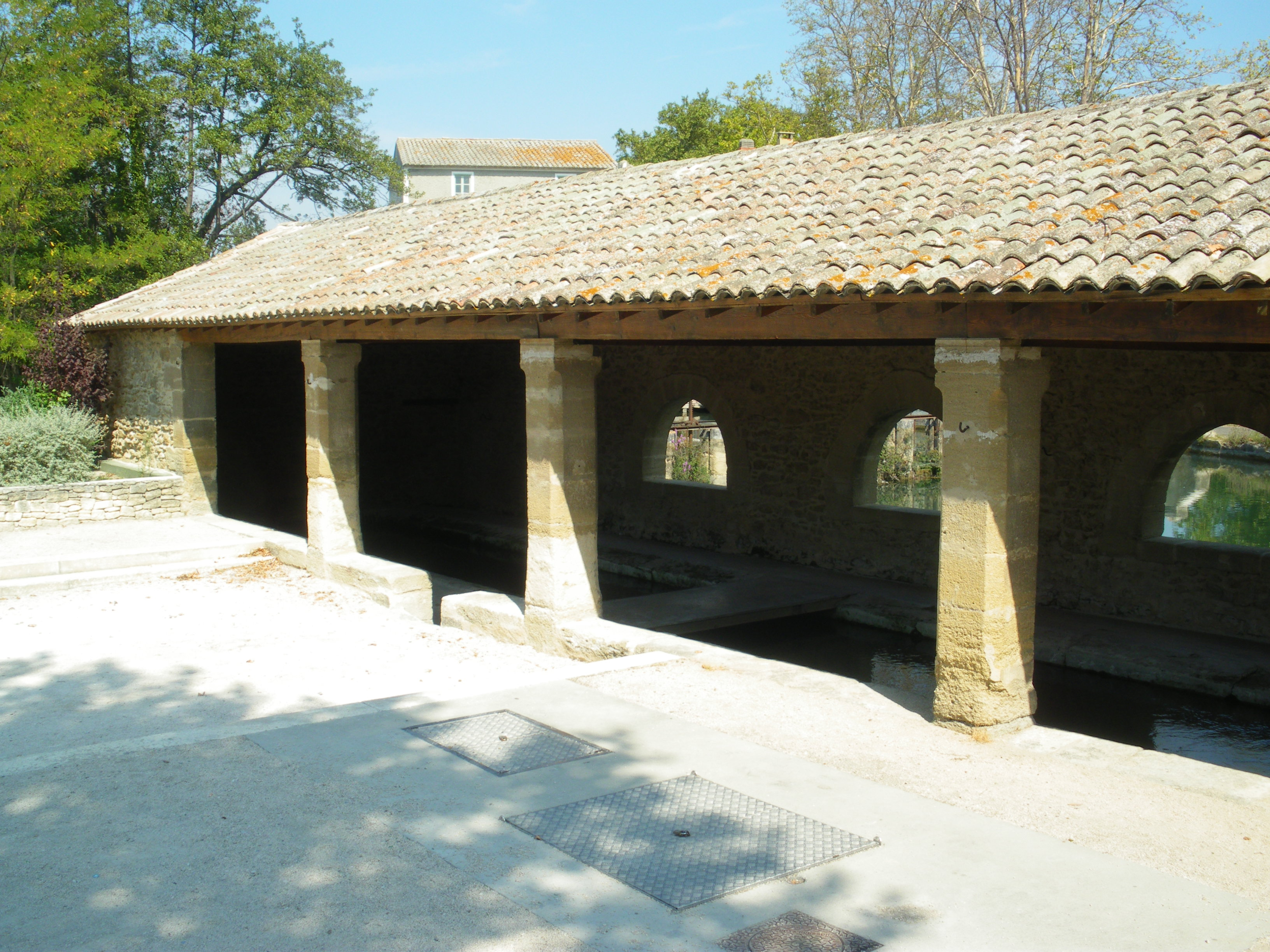
Le lavoir.

- Lavoir de 1868

### Patrimoine religieux
- L'église Notre-Dame-de-l'Assomption dont l'origine remonte au XIe siècle[32].
- L'oratoire, à l'est du bourg.

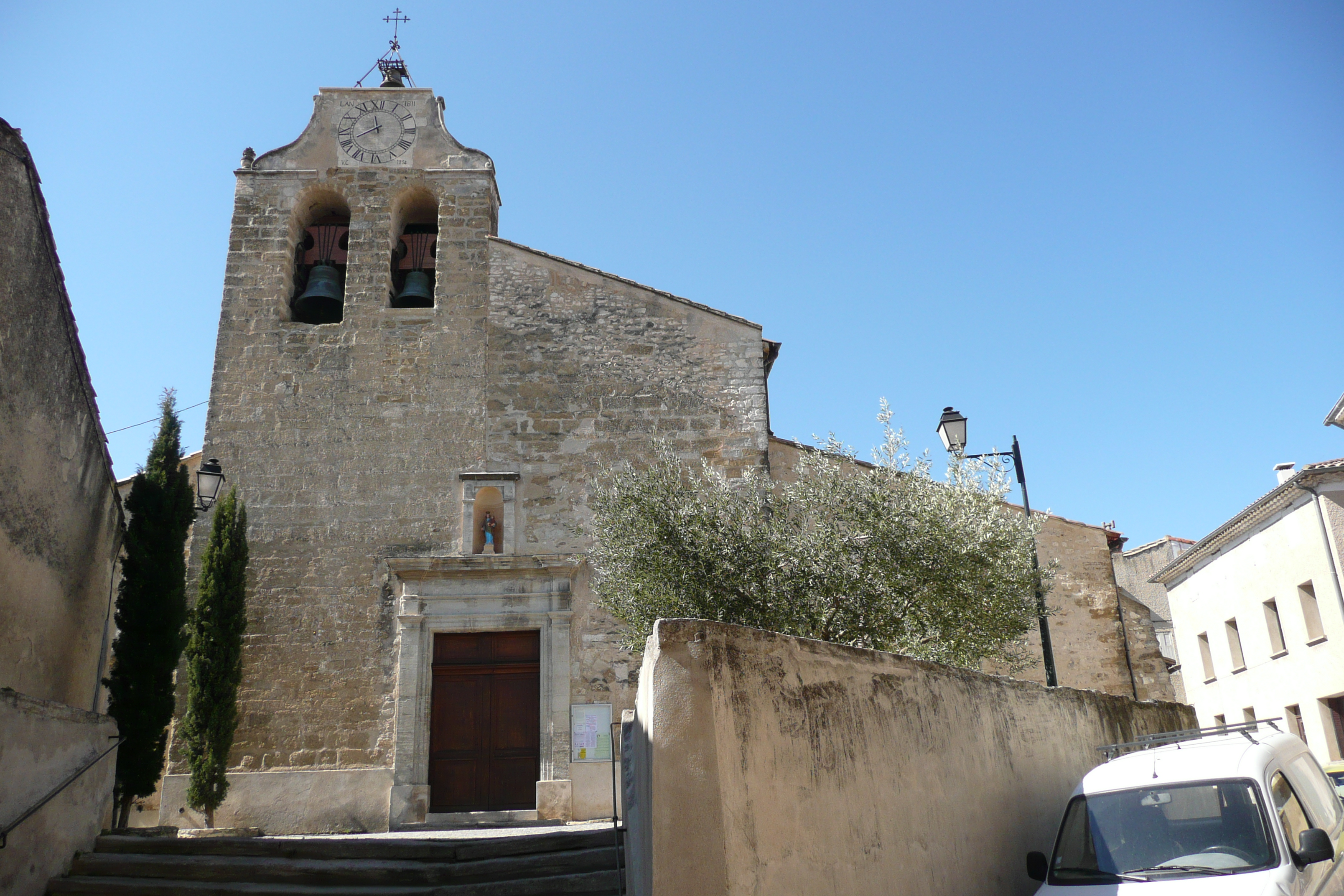
L'église.

- La chapelle et oratoire du « Vœu de Guerre ».

### Patrimoine environnemental
La commune a créé un sentier botanique à l'ouest du bourg.

## Équipements ou services

### Transports urbains
La ligne 11 du réseau TCRA du Grand Avignon dessert Saint-Saturnin à destination d'Avignon, à raison d'un bus par heure en moyenne.  Certains parcours assurent la desserte du collège Lou Vignarès à Vedène. Une navette à la demande couvre la partie sud de la commune - principalement la gare - ainsi que Jonquerettes, permettant soit de rejoindre Velleron soit d'aller au lycée René Char.

### Enseignement
Il y a trois écoles dans le village :
- l'école maternelle La Cardelina,
- l'école élémentaire Jean-Moulin,
- l'école maternelle et primaire Saint-Joseph.

On trouve collèges et lycées sur les communes voisines et l'université la plus proche est celle d'Avignon.

### Sports
La commune dispose d'un parcours sportif et d'un complexe sportif avec courts de tennis, etc. Plusieurs associations sportives existent sur la commune.
Le 14 mars 2014, la commune est « ville départ » de la sixième étape du Paris-Nice cycliste.
Rugby à XV
- Étoile Sportive Saint-Saturnisoise XV, créé en 1967 par des joueurs issus de l'Entente sportive Avignon Saint-Saturnin, qui fut vice-champion de France de fédérale 2 en 2006[37].

### Santé
On trouve plusieurs services de santé sur la commune dont des médecins généralistes, des spécialistes, des infirmiers, deux pharmacies, un laboratoire d'analyse, etc..

## Vie locale

### Cultes
La paroisse de Saint-Saturnin-lès-Avignon dépend du diocèse d'Avignon, doyenné de Sorgues,.

### Écologie et recyclage
La collecte et traitement des déchets des ménages et déchets assimilés et le contrôle de la qualité de l'air se fait dans le cadre de la communauté d'agglomération du Grand Avignon, elle-même adhérente au syndicat mixte pour la valorisation des déchets du pays d'Avignon.

## Personnalités liées à la commune
- Guillaume de Saint-Saturnin (XIIe siècle), premier seigneur.